# 혼다 마사모리

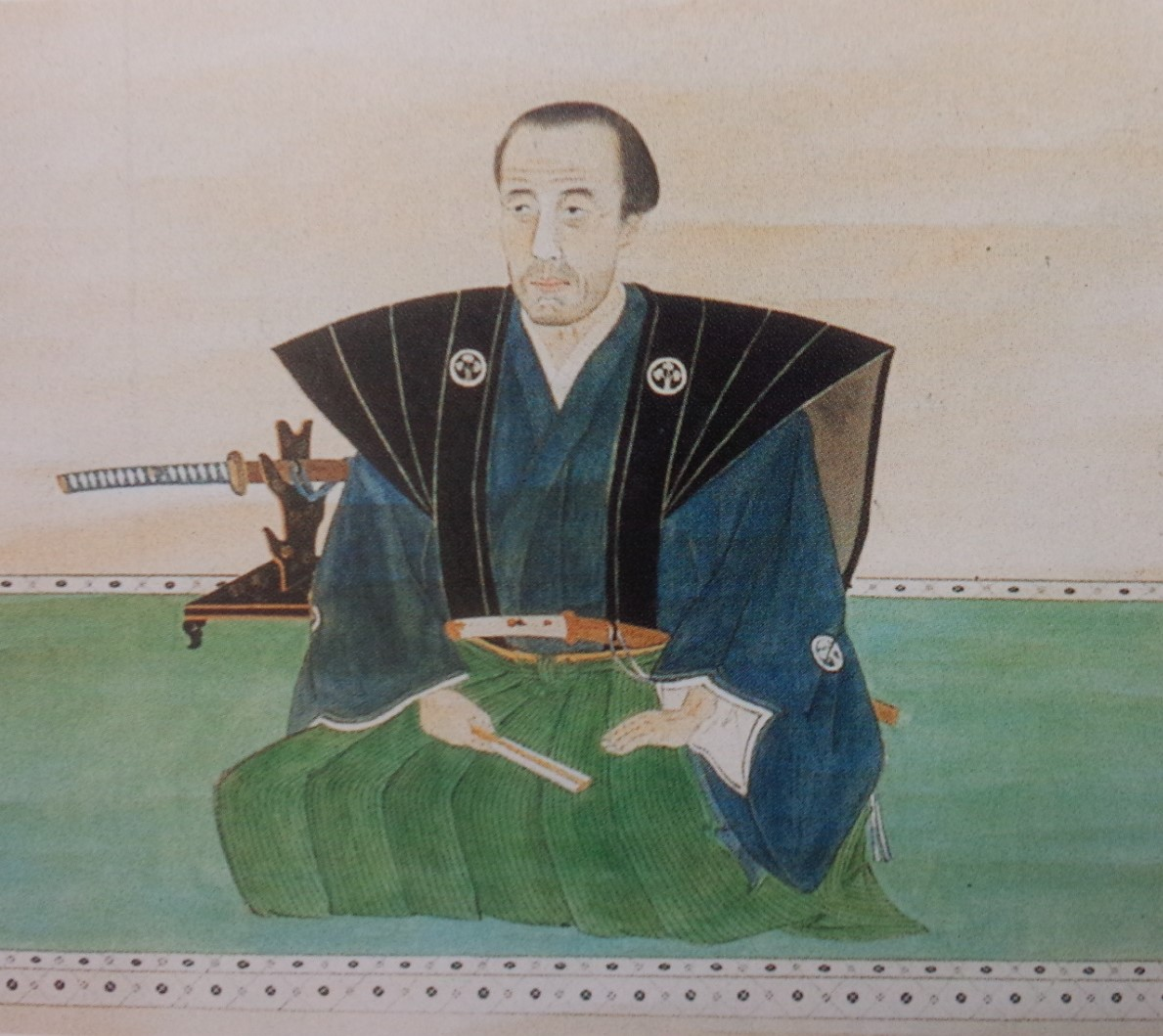
혼다 마사모리

혼다 마사모리(일본어: 本多正訥, 1827년 3월 7일 ~ 1885년 11월 1일)는 막말의 다이묘이다. 스루가 다나카번 제7대 번주, 아와 나가오 번 초대 번주(지번사)를 지냈다. 마사시게계(산야사에몬가) 혼다가(正重系本多家) 제12대 당주.
| 전임 혼다 마사히로 | 제7대 다나카번 번주 (혼다 산야사에몬가) 1860년 ~ 1868년 | 후임 슨푸번에 편입 |

|  | 제1대 나가오 번 번주 (혼다 산야사에몬가) 1868년 ~ 1870년 | 후임 혼다 마사노리 |